# Tony Rapisarda
 (février 2014).
Si vous disposez d'ouvrages ou d'articles de référence ou si vous connaissez des sites web de qualité traitant du thème abordé ici, merci de compléter l'article en donnant les références utiles à sa vérifiabilité et en les liant à la section « Notes et références ».
Tony Rapisarda, né le 6 janvier 1965 à Belpasso en Italie, est un ancien athlète français. 

## Biographie
Tony Rapisarda dit aussi « Antonio,Antonino », est originaire de Belpasso petite ville italienne sur les flancs de l'Etna. C'est le professeur Alfio Cazzetta qui le découvre dans une compétition locale sur les montées du volcan et l'insère successivement au Club de la Libertas Catane où il entame une carrière prometteuse chez les jeunes, battant plusieurs records et titres nationaux.
Passionné de lettres, il a été étudiant à la Faculté de langues et littératures étrangères modernes de l'université de Catane. Il a représenté l'équipe italienne d'athlétisme dans plusieurs compétitions internationales mais il quitte définitivement la Sicile par bateau durant l'hiver 1985 pour s'installer dans le Nord de la France. 
Il poursuit sa carrière sportive à l'ASPTT de Lille en obtenant d'autres titres sportifs. En parallèle il poursuit ses études universitaires en gestion et management à l'IAE de Lille. Il a également obtenu son master en management des établissements de tourisme. À ce jour Tony Rapisarda vit à Nice et dirige une agence bancaire. Il est également coach sportif (diplômé d'État).
Tony édite son premier roman autobiographique "Coureur de feu. L'étonnant parcours d'un enfant de l'Etna aux éditions FEEDBACK le 30 octobre 2023. Une histoire humaine inspirante pour les entreprises, les associations, les managers et toutes les équipes dans les challenges à relever sont ambitieux. Défi, dépassement de soi, rage de vaincre, envie de la victoire...

## Palmarès
- Équipe de France : 8 sélections en équipe de France
- 1991 : 4e aux Universiades de Sheffield sur 10 000m
- 1992 : Champion de France de cross-country
- 1992 : Vice champion du Monde par équipe de cross-country à Boston
- 1992 : Champion de France de semi-marathon
- 1992 : Sélectionné au Championnat du monde de semi-marathon Newcastle GB
- 1993 : 4e au Championnat de France de cross-country
- 1993 : Sélectionné aux championnats du monde de cross-country
- 1997 : 3e aux championnats de France de course en montagne
- 1997 : vice-champion du monde par équipe de course en montagne en République Tchèque
- 2010: Champion de France par équipe de course Ekiden à Saint-Amand-les-Eaux[2],[3].
- 2010: 1er au Maratrail Transpyrénéen Catalan [4].

## Records personnels
- 3 000 m : 7 min 53 s Meeting Herculis de Monaco 1988
- 5 000 m : 13 min 28 s 54 Meeting de Paris, Saint Denis 1988
- 10 000 m : 28 min 19 s 22 Universiades de Sheffield (GB)1991
- Semi-marathon : 1h 02 min 47 s Championnats de France de Semi-Marathon 1992
- Semi-marathon : 1 h 02 min 31 s à Belfort 1992
- Marathon :2 h 20 min, 7e à Venise 1991